# Joe Rodon
Joseph Peter Rodon, född 22 oktober 1997, är en walesisk fotbollsspelare som spelar för Championship-laget Leeds United.

## Klubbkarriär
Den 16 oktober 2020 värvades Rodon av Tottenham Hotspur, där han skrev på ett femårskontrakt. Rodon gjorde sin Premier League-debut den 26 oktober 2020 i en 1–0-vinst över Burnley, där han blev inbytt på övertid mot Son Heung-Min.
Den 1 augusti 2022 lånades Rodon ut till franska Rennes på ett säsongslån. Säsongen därpå lånades han ut till Championship-laget Leeds United. Den 2 juli 2024 blev Rodon klar för en permanent övergång till Leeds United, där han skrev på ett fyraårskontrakt.

## Landslagskarriär
Rodon debuterade för Wales landslag den 6 september 2019 i en 2–1-vinst över Azerbajdzjan.